# Douglas County (Washington)
Douglas County ist ein County im Bundesstaat Washington, Vereinigte Staaten. Das U.S. Census Bureau hat bei der Volkszählung 2020 eine Einwohnerzahl von 42.938 ermittelt. Der Sitz der Countyverwaltung (County Seat) befindet sich in Waterville.

## Geographie
Das County hat eine Fläche von 4788 Quadratkilometern; davon sind 73 Quadratkilometer (1,52 Prozent) Wasserfläche.

## Geschichte
Das County wurde am 28. November 1883 aus Teilen des Lincoln County gebildet. Benannt wurde es nach Stephen Arnold Douglas, einem Politiker, Staatsmann und Rivalen von Abraham Lincoln um das Amt des Staatspräsidenten.

## Demografische Daten

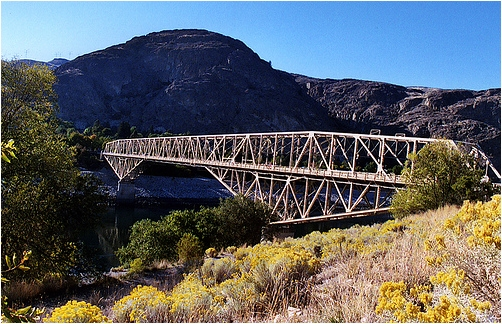
Die Grand Coulee Bridge über den Columbia im Nordosten des County

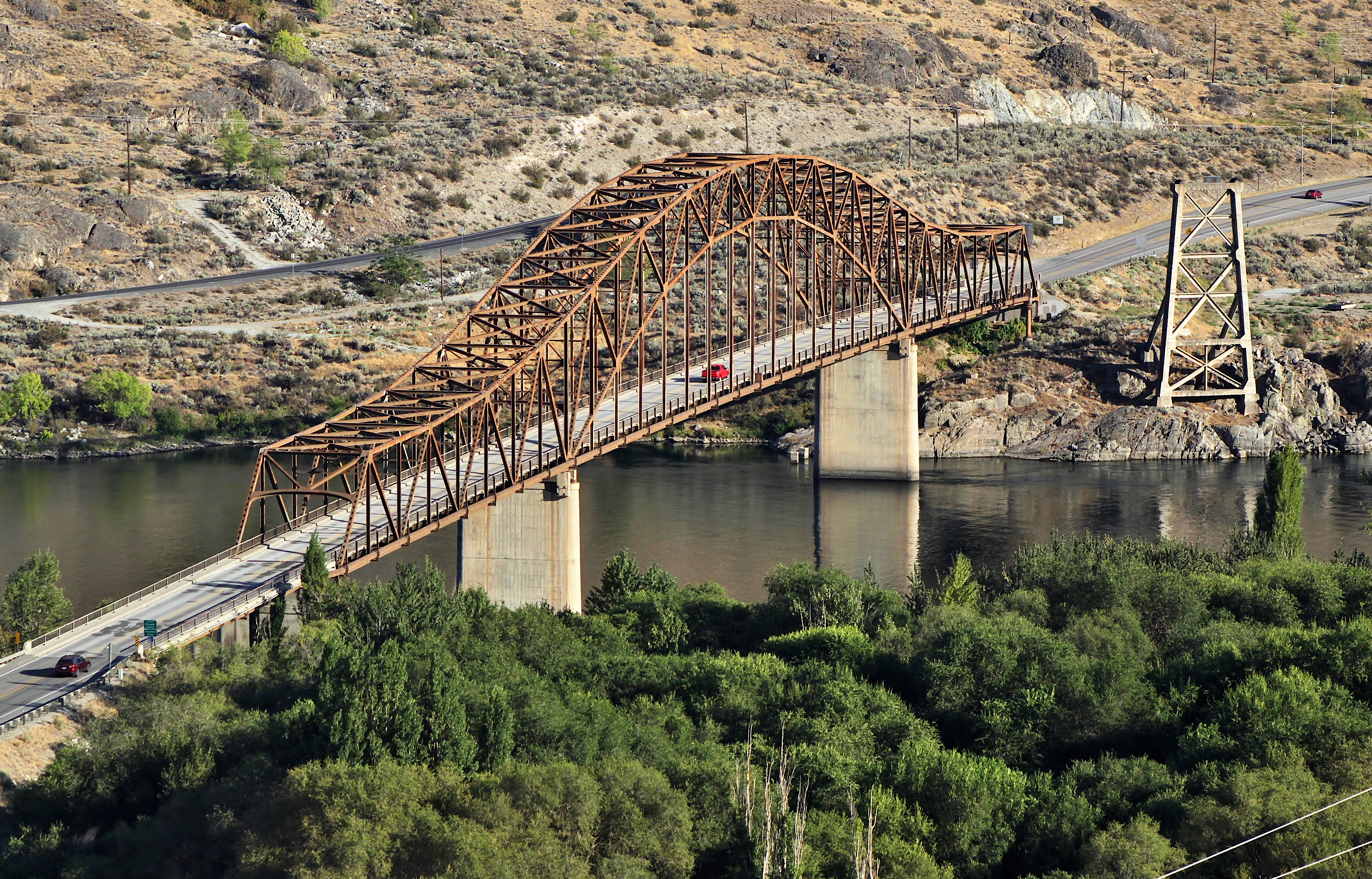
Die Beebe Bridge über den Columbia im Nordwesten des County

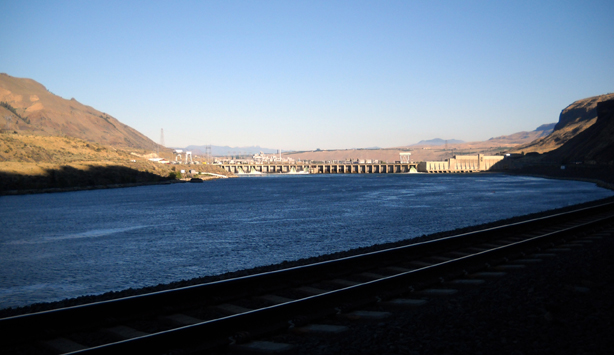
Der Rock Island Dam im Südwesten des County

Nach der Volkszählung im Jahr 2000 lebten im County 32.603 Menschen. Es gab 11.726 Haushalte und 8.876 Familien. Die Bevölkerungsdichte betrug 7 Einwohner pro Quadratkilometer. Ethnisch betrachtet setzte sich die Bevölkerung zusammen aus 84,65 % Weißen, 0,31 % Afroamerikanern, 1,09 % amerikanischen Ureinwohnern, 0,55 % Asiaten, 0,10 % Bewohnern aus dem pazifischen Inselraum und 10,83 % aus anderen ethnischen Gruppen; 2,48 % stammten von zwei oder mehr ethnischen Gruppen ab. 19,73 % der Bevölkerung waren spanischer oder lateinamerikanischer Abstammung.
Von den 11.726 Haushalten hatten 38,40 % Kinder und Jugendliche unter 18 Jahre, die bei ihnen lebten. 61,60 % waren verheiratete, zusammenlebende Paare, 9,70 % waren allein erziehende Mütter. 24,30 % waren keine Familien. 20,00 % waren Singlehaushalte und in 7,80 % lebten Menschen im Alter von 65 Jahren oder darüber. Die Durchschnittshaushaltsgröße betrug 2,76 und die durchschnittliche Familiengröße lag bei 3,16 Personen.
Auf das gesamte County bezogen setzte sich die Bevölkerung zusammen aus 29,50 % Einwohnern unter 18 Jahren, 8,20 % zwischen 18 und 24 Jahren, 27,30 % zwischen 25 und 44 Jahren, 22,40 % zwischen 45 und 64 Jahren und 12,70 % waren 65 Jahre alt oder darüber. Das Durchschnittsalter betrug 36 Jahre. Auf 100 weibliche Personen kamen 98,20 männliche Personen, auf 100 Frauen im Alter ab 18 Jahren kamen statistisch 96,00 Männer.
Das jährliche Durchschnittseinkommen eines Haushalts betrug 38.464 USD, das Durchschnittseinkommen der Familien betrug 43.777 USD. Männer hatten ein Durchschnittseinkommen von 35.917 USD, Frauen 24.794 USD. Das Prokopfeinkommen betrug 17.148 USD. 14,40 % der Bevölkerung und 11,20 % der Familien lebten unterhalb der Armutsgrenze. 21,00 % davon waren unter 18 Jahre und 6,90 % waren 65 Jahre oder älter.

## Orte
- Alstown
- Appledale
- Beebe
- Bridgeport
- Crown Point Vista
- Douglas
- Downing
- Dry Falls Junction
- Dyer
- East Wenatchee
- East Wenatchee Bench
- Farmer
- Howard
- Lamoine
- Leahy
- Mansfield
- Mold
- Orondo
- Palisades
- Rock Island
- Rocky Butte
- Saint Andrews
- Sims Corner
- Supplee
- Touhey
- Voltage
- Waterville
- Withrow